# Zöld kardinálispinty
A zöld kardinálispinty (Gubernatrix cristata) a madarak osztályának verébalakúak (Passeriformes) rendjébe és a tangarafélék (Thraupidae) családjába tartozó Gubernatrix nem egyetlen faja.

## Rendszerezése
A fajt Louis Pierre Vieillot német természettudós írta le 1788-ban, a Coccothraustes nembe Coccothraustes cristata néven.

## Előfordulása
Dél-Amerikában, Brazília és Uruguay területén honos. Argentínából lehetséges, hogy kihalt. Természetes élőhelyei a mérsékelt övi, szubtrópusi és trópusi szavannák, gyepek és cserjések. Állandó, nem vonuló faj.

## Megjelenése
Testhossza 20 centiméter.

## Szaporodása
Fészekalja 3 tojásból áll.

## Természetvédelmi helyzete
Az elterjedési területe még nagyon nagy, de gyorsan csökken, egyedszáma 1000-2000 példány közötti és szintén csökken. A Természetvédelmi Világszövetség Vörös listáján veszélyeztetett fajként szerepel.